# Oreste (Händel)
Oreste ("Orestes", HWV A11, HG 48/102) è un'opera di Georg Friedrich Händel in tre atti. Il libretto in italiano è di anonimo, adattato da "L'Oreste" di Giangualberto Barlocci (1723, Roma), che a sua volta era stato adattato da Ifigenia in Tauride di Euripide.
Quest'opera è un pasticcio (pastiche), il che significa che la musica delle arie è stata assemblata da lavori precedenti, soprattutto altre opere e cantate anche di Händel stesso. I recitativi e parti di danze sono gli unici pezzi originali composti appositamente per questo lavoro. Händel aveva messo insieme opere simili prima, unendo la musica di arie preesistenti alle nuove parole, ma questa fu la prima volta che fece un'opera in questo modo, utilizzando interamente la propria musica. Assemblò una raccolta delle sue arie degli anni precedenti, che vanno da Agrippina del 1709 a Sosarme del 1732, unendo la musica preesistente senza soluzione di continuità con i recitativi di recente scritti, per creare un nuovo dramma musicale.
L'opera è in italiano, sebbene scritta ed eseguita in Inghilterra. Il ruolo principale fu scritto per il castrato Giovanni Carestini. Viene al giorno d'oggi eseguita indifferentemente da un controtenore o da un soprano.

## Storia delle esecuzioni
L'opera debuttò al Covent Garden Theatre il 18 dicembre 1734. Una notizia nella stampa locale diceva:
(Londra Bee, 19 dicembre 1734)
Il lavoro fu eseguito tre volte durante tutta la vita di Händel e fu ripreso per la prima volta solo nel 1988. Fra le altre esecuzioni, Oreste fu messo in scena dal English Bach Festival al Linbury Studio Theatre nella Royal Opera House, Londra nel 2000, e fu messo in scena per la prima americana negli USA alla Juilliard School nel 2003.

## Ruoli

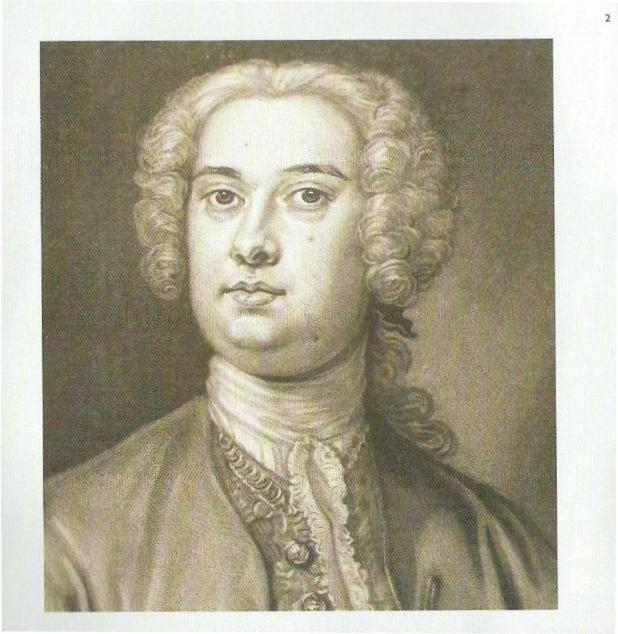
Giovanni Carestini, che creò il ruolo di Oreste

| Ruolo                                         | Voce                  | Cast della prima 18 dicembre 1734 |
| --------------------------------------------- | --------------------- | --------------------------------- |
| Oreste                                        | mezzosoprano castrato | Giovanni Carestini                |
| Ifigenia, Sacerdotessa di Diana               | soprano               | Cecilia Young                     |
| Ermione, moglie di Oreste                     | soprano               | Anna Maria Strada del Pò          |
| Pilade, fedele amico e compagno Oreste        | tenore                | John Beard                        |
| Filotete, capitano della guardia di Re Toante | contralto             | Maria Caterina Negri              |
| Toante, Re dei Tauri                          | basso                 | Gustavus Waltz                    |

### Orchestra
La partitura dell'opera è scritta per due oboi, due corni, archi, liuto e gli strumenti del basso continuo: (violoncello, liuto, clavicembalo).

## Trama

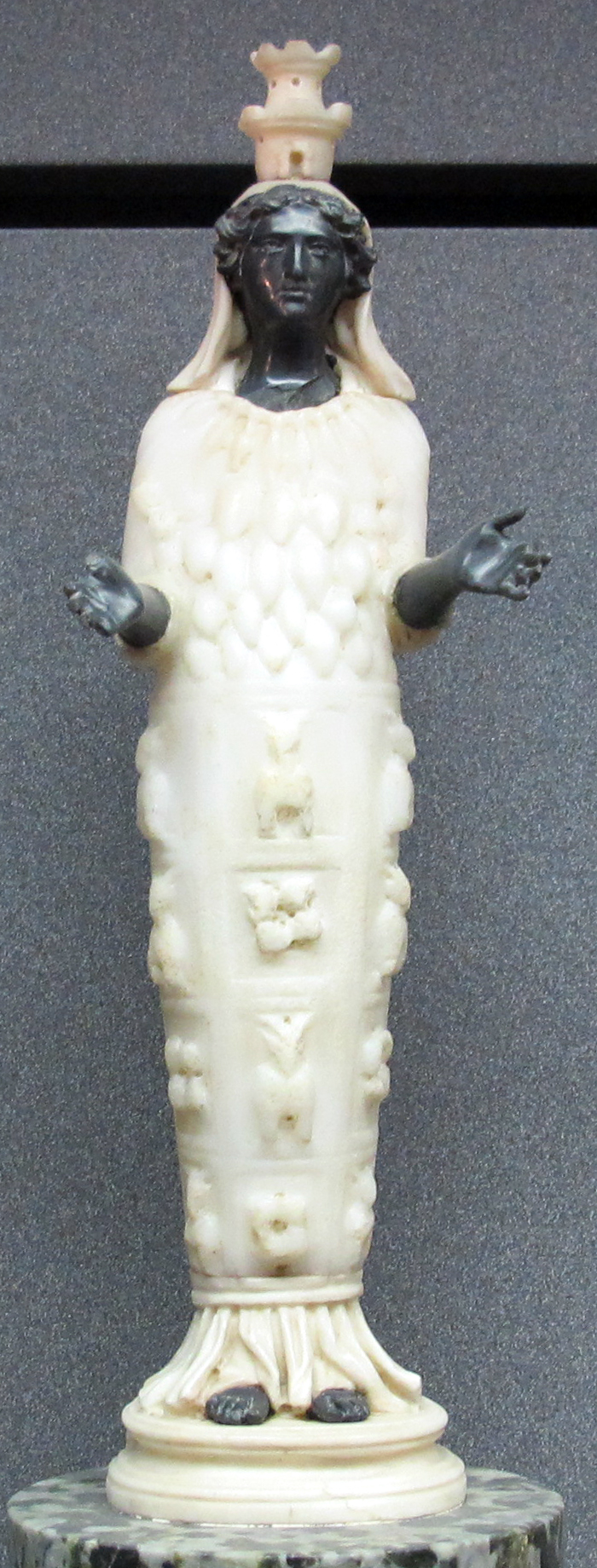
Statuetta di Artemide (Diana) di Efeso

LuogoTauride (l'attuale Crimea),
Periodonella leggendaria antichità
Anni prima che si svolgano i fatti raccontati in quest'opera, la giovane principessa Ifigenia aveva scampato la morte cui era destinata per un sacrificio dalla mano stessa di suo padre, Agamennone. All'ultimo momento la dea Diana, alla quale il sacrificio doveva essere fatto, era intervenuta e aveva sostituito Ifigenia sull'altare con un cervo, salvando la ragazza e trascinandola via a Tauride. È stata poi fatta sacerdotessa nel tempio di Diana a Tauride, una posizione in cui aveva il compito raccapricciante di sacrificare ritualmente gli stranieri che sbarcavano sulle coste del re Toante.
Ifigenia odia la sua servitù religiosa forzata e ha avuto un sogno profetico di suo fratello minore Oreste e crede che sia morto. Nel frattempo, Oreste ha ucciso la madre Clitennestra per vendicare il padre Agamennone con l'aiuto del suo amico Pilade. Egli viene perseguitato dalle Erinni per aver commesso il reato e passa attraverso attacchi periodici di follia.
A questo materiale mitologico tratto da Ifigenia in Tauride di Euripide, Oreste aggiunge il personaggio della moglie di Oreste Hermione, che lo cerca per aiutarlo nel suo tentativo di recuperare la sua mente e la pace dello spirito, e aggiunge anche un altro personaggio, Filotete, non presente nella tragedia di Euripide.

### Atto 1
Bosco Sacro di Diana con una statua della dea - Oreste è tormentato sia dal rimorso personale per l'uccisione di sua madre che dalle Furie. Vagando per il mondo in una ricerca inquieta per trovare sollievo, è naufragato sulla costa della Tauride. Egli prega la dea per la pace ed il perdono (Aria:Pensieri, voi mi tormentate). Ifigenia entra con un seguito di sacerdoti e non riconosce lo sconosciuto come suo fratello, che lei non ha visto fin dall'infanzia e che crede essere morto (Aria:Bella calma). È dovere di Ifigenia sacrificare sconosciuti che compaiono nel regno di Diana, ma lei non lo vuole fare e consiglia lo straniero di rifugiarsi nel tempio di Diana, al che lui acconsente (Aria:Agitato da fiere tempeste). Filotete, capitano delle guardie del re Toante, che è innamorato di Ifigenia e lei di lui, arriva e promette di aiutarla a cercare di salvare il giovane straniero dalla morte, per cui Ifigenia gli è grato (Aria:Dirti vorrei). Rimasto solo, Filotete è felice che Ifigenia si fidi che lui l'aiuti ed attende il suo amore come un premio (Aria:Orgogliosetto va l'augelletto).
Un porto con le navi alla fonda - Ermione è arrivato in Tauride, alla ricerca del marito Oreste (Aria:Io sperai di veder il tuo volto). Lei incontra Pilade, fedele amico di Oreste, ma vengono entrambi arrestati da Filotete come stranieri. Re Toante decreta che a norma di legge sia Ermione e Pilade devono essere messi a morte come sacrifici umani alla dea Diana, ma cambia idea, ed ordina che solo Pilade sarà ucciso. Rimasto solo con Ermione, lui le dice che è innamorato di lei e salverà la sua vita se lei sarà sua. Lei rifiuta questa offerta, al che lui la mette in guardia di stare attenta alla sua ira (Aria:Pensa ch'io sono). Rimasto solo, Ermione si lamenta del suo destino (Aria:Dite pace e fulminate). L'atto si conclude con una serie di danze per i marinai greci.

### Atto 2

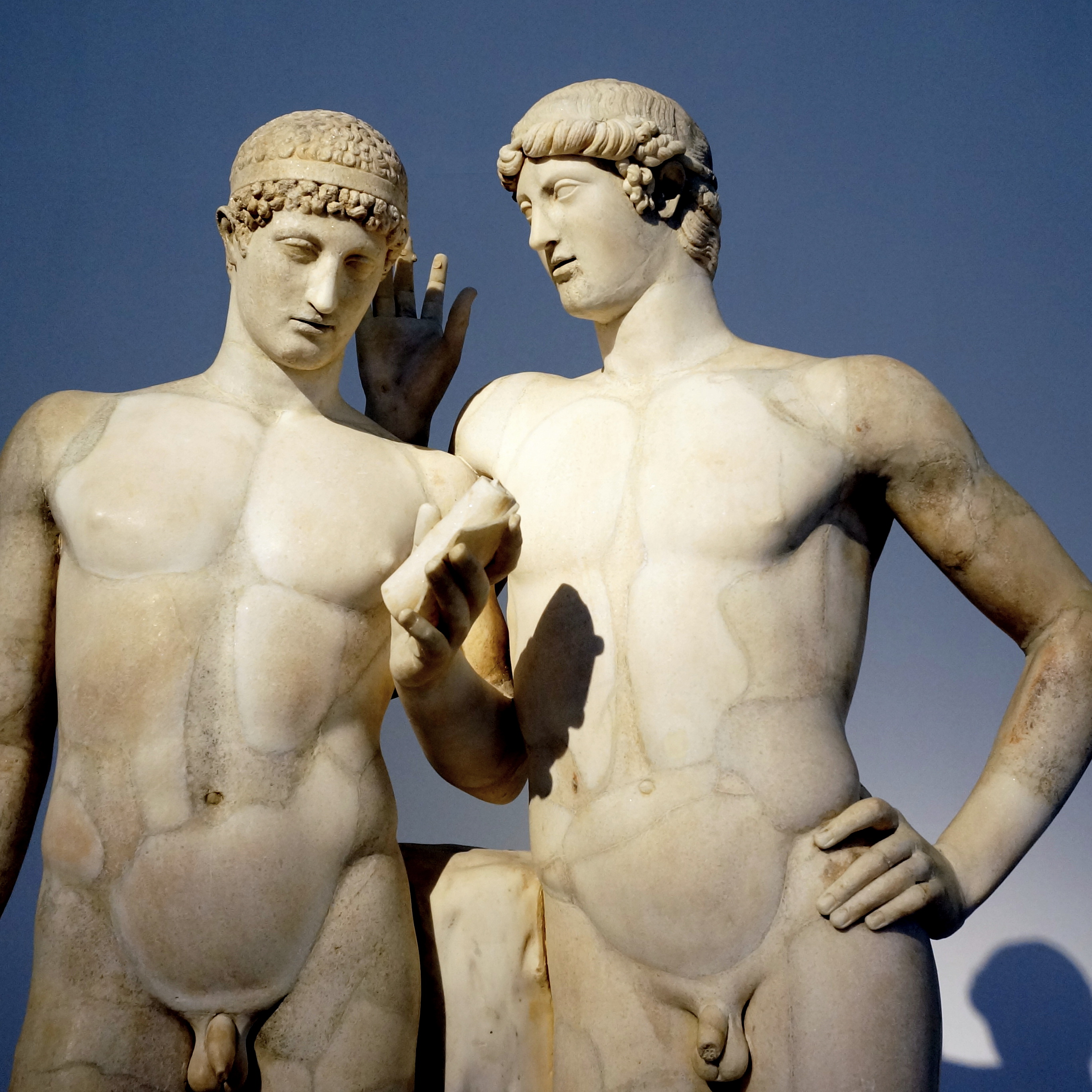
Oreste e Pilade, attribuito alla scuola di Pasiteles

Il piazzale del tempio di Diana - L'atto comincia con una sinfonia iniziale. Oreste è nel tempio dove ha trovato rifugio per consiglio di Ifigenia, quando vede il suo amico Pilade trascinato in catene pronto per essere sacrificato alla dea. Oreste giura che combatterà per salvare il suo amato amico (Aria: Empio, se mi dai vita). Ifigenia interviene tuttavia, e sfruttando l'amore di Filotete per lei, lo persuade a consentire a Oreste di lasciare il tempio liberamente (Aria: Se'l caro figlio). Oreste è riluttante a lasciare Pilade in pericolo, ma Pilade insiste perché Oreste salvi se stesso (Aria: Caro amico, a morte io vo), e viene poi portato via. In Un recitativo accompagnato e aria, Oreste si scaglia contro gli dei per la loro crudeltà (Aria: Un interrotto affetto).
Giardino reale con un cancello che porta al mare - Ifigenia mostra ad Oreste la strada per il mare e lo spinge a fuggire (Aria: Sento nell'alma). Da solo, Oreste esprime i suoi ringraziamenti agli dei per avergli inviato la "nobile vergine" che lo ha salvato, ma si sente in colpa per aver lasciato il suo amico Pilade in pericolo di morte (Aria: Dopo l'orrore). Ermione ha seguito i passi di Oreste ed è felice di aver trovato il marito (Aria: Vola l'augello). Re Toante entra e vedendoli abbracciati ordina che vengano giustiziati. Oreste ed Ermione si salutano l'un l'altro affettuosamente e si dicono addio (Duetto: Ah, mia cara). Un insieme di danze conclude l'atto.

### Atto 3
La stanza del Re - Toante offre a Ermione di liberare lei e Oreste se lei sarà sua (Aria: Tu di pietà mi spogli) Lei disprezza questa offerta, preferendo le catene e la morte e, rimasta sola, si lamenta per il suo crudele destino (Aria:Piango dolente il sposo).
Il tempio di Diana con un altare e una statua - Ifigenia, il cui compito sarà quello di sacrificare ritualmente vittime umane, vorrebbe invece poter morire lei (Aria: Mi lagnerò, tacendo). Viene portato Oreste per essere sacrificato e Ifigenia ora lo riconosce come suo fratello. Ermione e poi il re arrivano e lei gli chiede pietà, come fa Pilade che si offre di morire al posto di Oreste. Toante respinge tali richieste, anche quando Ifigenia rivela che Oreste è suo fratello. Il Re le ordina di uccidere sia Oreste che Pilade, ma Ifigenia minaccia invece di ucciderle lui invece, aiutata in questo da Filotete. Ne consegue un combattimento e il re viene ucciso. I sacrifici umani saranno ora terminati, fratello e sorella, marito e moglie possono essere riuniti. Oreste esprime la sua gioia (Aria: In mille dolci modi). Una suite di danze segue, poi un coro conclusivo con tutti che festeggiano il buon esito degli eventi.

## Contesto e analisi

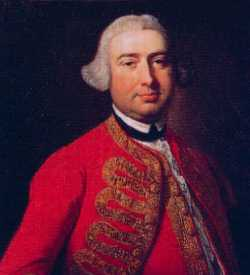
John Beard

Händel, di origine tedesca, dopo aver trascorso una parte della carriera iniziale in Italia, nella composizione di opere e altra musica, si stabilì a Londra, dove nel 1711 aveva portato l'opera italiana per la prima volta con la sua opera Rinaldo, che aveva riscosso un enorme successo. Rinaldo aveva creato una vera e propria mania per l'opera seria italiana a Londra, una forma musicale all'epoca basata prevalentemente sulle arie solistiche per i cantanti virtuosi. Nel 1719, Händel fu nominato direttore musicale di un'organizzazione chiamata la Royal Academy of Music, non collegata con l'attuale conservatorio di Londra, una società sotto la protezione del re per la produzione di opere italiane a Londra. Händel non doveva solo comporre opere, ma assumere i cantanti migliori, supervisionare l'orchestra e i musicisti e adattare le opere provenienti dall'Italia per le esecuzioni a Londra.
La Royal Academy of Music fallì alla fine della stagione 1728-1729, in parte a causa degli enormi compensi pagati ai cantanti più in vista. Händel entrò in società con John James Heidegger, l'impresario teatrale che deteneva il contratto di locazione del King's Theatre di Haymarket, dove venivano rappresentate e diede vita ad una nuova compagnia d'opera con una nuova prima donna, Anna Maria Strada.
Nel 1733 fu fondata una seconda compagnia d'opera, L'Opera della Nobiltà, per rivaleggiare con Händel, impiegando molti degli ex cantanti di Händel, tra cui il celebre castrato Senesino. Il contratto di locazione di Händel al King's Theatre di Haymarket era scaduto alla fine della stagione 1733-1734 e l'Opera della Nobiltà si trasferì in quella che era stata la casa artistica di Händel per anni. Oltre al Senesino, l'azienda d'opera rivale aveva anche assunto il celebre castrato Farinelli, che ha creato una sensazione. Questi furono considerati gravi contrattempi per Händel come l'autore francese Antoine François Prévost scrisse nel 1734:
ma, imperterrito, Händel si trasferì in un nuovo teatro, il Theatre Royal Covent Garden, costruito da John Rich in gran parte del ricavato della grande successo de L'opera del mendicante che aveva parodiato l'opera italiana del genere che Händel aveva scritto per Londra. Rich aveva dotato il suo nuovo teatro delle ultime tecnologie in macchine da palcoscenico e anche impiegato una troupe di ballerini, che non c'erano al King's Theatre di Haymarket. Händel aprì la sua prima stagione al Covent Garden con una rielaborazione del suo precedente Il Pastor Fido con un prologo completamente nuovo, Tersicore, con la ballerina francese di fama internazionale Marie Sallé. Il pasticcio Oreste, che seguì, prevede anche delle danze a differenza delle opere che Händel aveva precedentemente composto per Londra. Anna Strada, sola fra le star della compagnia precedente di Händel che non aveva disertato per andare alla compagnia d'opera rivale, era nel cast di Oreste, com'era stata in tutte le grandi opere vocali di Händel dal 1729 al 1737. Fu raggiunta dal celebre castrato Carestini, del quale Charles Burney, musicologo XVIII secolo scrisse:
Un altro che si unì al cast di Oreste c'era il diciassettenne tenore John Beard, che in questa stagione iniziò una collaborazione con Händel che durò fino alla fine della vita del compositore, creando molti ruoli nelle sue opere. Un conoscente di Händel scrisse al suo amico in quel periodo:

## Registrazioni
Mary-Ellen Nesi (Oreste), Maria Mitsopoulou (Ermione), Mata Katsuli (Iphigenia), Antonis Koroneos (Pilade), Petros Magoulas (Toante), Nicholas Spanos (Filotete).Camerata Stuttgart, George Petrou, direttore. CD:MDG Cat:LC 6768 registrato 2003.